# Энглерт, Ян
Ян Александер Энглерт (пол. Jan Aleksander Englert; род. 11 мая 1943) — польский актёр театра, кино, радио и телевидения, также театральный режиссёр, театральный педагог и художественный директор театра.

## Биография
Ян Энглерт родился в Варшаве. Дебютировал в кино в 1956 году. Актёрское образование получил в Государственной высшей театральной школе (теперь Театральная академия им. А. Зельверовича в Варшаве), которую окончил в 1964 году. Актёр варшавских театров. Преподаватель и декан Государственной высшей театральной школы в Варшаве, ректор Театральной академии имени Зельверовича. Художественный директор Национального театра в Варшаве. Выступает в спектаклях «театра телевидения» с 1964 года и «театра Польского радио» с 1966 года.
Его брат — театральный режиссёр и актёр Мацей Энглерт.

## Избранная фильмография
- 1956 — Канал / Kanał
- 1962 — Любовь в двадцать лет / L’Amour à vingt ans
- 1966 — Марыся и Наполеон / Marysia i Napoleon
- 1968 — Пароль «Корн» / Hasło Korn
- 1968 — Ставка больше, чем жизнь / Stawka większa niż życie (только в 9-й серии)
- 1969 — Соль чёрной земли / Sól ziemi czarnej
- 1970 — Нюрнбергский эпилог / Epilog norymberski
- 1970 — Колумбы / Kolumbowie
- 1971 — Беспокойный постоялец / Kłopotliwy gość
- 1971 — Жемчужина в короне / Perła w koronie
- 1972 — Освобождение
- 1972 — Спасение / Ocalenie
- 1972 — Нужно убить эту любовь / Trzeba zabić tę miłość
- 1975 — Обречённые души / Осъдени души (Болгария)
- 1975 — Ночи и дни / Noce i dnie
- 1975 — Доктор Юдым / Doktor Judym
- 1976 – 1977 — Польские пути / Polskie drogi
- 1977 — Акция под Арсеналом / Akcja pod Arsenałem
- 1977 — Кукла / Lalka
- 1978 — Роман и Магда / Roman i Magda
- 1978 — Семья Поланецких / Rodzina Połanieckich
- 1978 — Жизнь, полная риска / Życie na gorąco (только в 7-й серии)
- 1979 — Отец королевы / Ojciec królowej
- 1980 — Сркытый в солнце / Ukryty w słońcu
- 1983 — Соболь и панна / Soból i panna
- 1983 — Внутреннее состояние / Stan wewnętrzny
- 1984 — Марыня / Marynia
- 1984 — Баритон / Baryton
- 1985 — Райская яблоня / Rajska jabłoń
- 1986 — Предупреждения / Zmiennicy
- 1987 — Магнат / Magnat
- 1988 — Девочка из гостиницы «Эксцельсиор» / Dziewczynka z hotelu Excelsior
- 1988 — Мастер и Маргарита / Mistrz i Małgorzata
- 1989 — Моджеевская / Modrzejewska
- 1992 — Белая свадьба / Białe małżeństwo
- 1995 — Дама с камелиями / Dama Kameliowa
- 1996 – 1998 — Экстрадиция / Ekstradycja
- 1997 — Киллер / Kiler
- 1998 — Золото дезертиров / Złoto dezerterów
- 1999 — Киллер 2 / Kiler-ów 2-óch
- 2001 — Не в деньгах счастье / Pieniądze to nie wszystko
- 2002 — Брейк-Пойнт
- 2002 — Суперпродукция / Superprodukcja
- 2007 — Катынь / Katyń
- 2008 — Дамочки / Lejdis
- 2008 — Время чести / Czas honoru
- 2009 — Аир / Tatarak
- 2013 — Тайна Вестерплатте / Tajemnica Westerplatte
- 2014 — Боги / Bogowie

## Признание
- 1977 — Заслуженный деятель культуры Польши.
- 1977 — Золотой Крест Заслуги.
- 1978 — Награда за роль — XVIII Калишские театральные встречи.
- 1985 — Награда за роль — IX Опольские театральное сопоставления.
- 1988 — Кавалерский крест Ордена Возрождения Польши.
- 1989 — Награда Министра культуры и искусства ПНР 2-й степени.
- 1993 — Награда за роль — XVIII Опольские театральное сопоставления.
- 1994 — Гран-при — XXXIV Калишские театральные встречи.
- 2001 — Командорский крест Ордена Возрождения Польши.
- 2005 — Золотая медаль «За заслуги в культуре Gloria Artis».
- 2019 — Почетная медаль "Св. св. Кирил и Мефодий"
- 2019 — Doctor honoris causa на НАТФИЗ "Кр. Сарафов", София